# Summerside-St. Eleanors
Pour les articles homonymes, voir Summerside et Aliénor.
Circonscription électorale provinciale du Canada
Summerside-St. Eleanors est une ancienne circonscription électorale provinciale de l'Île-du-Prince-Édouard (Canada). La circonscription est créée en 1996 à partir de portions des circonscriptions de 4e Prince et 5e Prince. Elle porte en fait le nom St. Eleanors jusqu'en 2007.

## Liste des députés
| Summerside-St. Eleanors                                 | Summerside-St. Eleanors | Summerside-St. Eleanors   | Summerside-St. Eleanors | Summerside-St. Eleanors | Summerside-St. Eleanors |
| Nom                                                     | Nom                     | Parti                     | Mandat                  | Législature             |                         |
| ------------------------------------------------------- | ----------------------- | ------------------------- | ----------------------- | ----------------------- | ----------------------- |
| Pour la période 1873-1996, voir 4e Prince et 5e Prince. |                         |                           |                         |                         |                         |
|                                                         | Nancy Guptill           | Libéral                   | 1996 - s2000            | 60e                     |                         |
|                                                         | Helen MacDonald         | Progressiste-conservateur | 2000 - 2003             | 61e                     |                         |
|                                                         | Helen MacDonald         | Progressiste-conservateur | 2003 - 2007             | 62e                     |                         |
|                                                         | Gerard Greenan          | Libéral                   | 2007 - 2011             | 63e                     |                         |
|                                                         | Gerard Greenan          | Libéral                   | 2011 - 2015             | 64e                     |                         |
|                                                         | Tina Mundy              | Libéral                   | 2015 - 2019             | 65e                     |                         |

## Géographie
La circonscription comprend la ville de Summerside à l'ouest de la rue Granville.